# Bătălia de la Caldiero (1805)
Bătălia de la Caldiero a avut loc pe 30 octombrie 1805. Mareșalul André Masséna cu 37.000 de francezi, a întâlnit o armată austriacă de 50.000 de oameni sub comanda Arhiducelui Carol al Austriei, care erau dispuși în satul și pe înălțimile din Caldiero. Masséna a atacat și a cucerit înălțimile, însă satul a rezistat până la căderea nopții. În timpul nopții, arhiducele și-a îndepărtat bagajele și artileria, lăsând un corp de 5.000 de oameni, sub comanda generalului Hillinger, pentru a-i proteja retragerea. Această forță a fost capturată în ziua următoare. Austriecii au pierdut 3.000 de morți și răniți, și, incluzând corpul lui Hillinger, 8.000 de prizonieri; francezii aproximativ 4.000 de morți și răniți.
1. 1 2 3 4  Alain Pigeard, „Dictionnaire de la Grande Armée”, Tallandier, Bibliothèque Napoléonienne, 2004, ISBN 2-84734-009-2, pag. 640